# Les Extraordinaires Aventures de Kavalier et Clay
Les Extraordinaires Aventures de Kavalier et Clay (titre original : The Amazing Adventures of Kavalier & Clay) est un roman de Michael Chabon publié chez Random House le 19 septembre 2000 puis publié en français le 16 janvier 2003. Acclamé par la critique littéraire aux États-Unis, le roman a obtenu le prix Pulitzer de la fiction en 2001.

## Résumé
Librement inspiré des existences réelles des auteurs, graphistes et scénaristes Jerry Siegel, Bob Kane, Joe Shuster, Jerry Iger, Will Eisner, Joe Simon, Jim Steranko, Stan Lee ou encore Jack Kirby — à qui le livre est dédié —, ce roman uchronique raconte la rencontre et la collaboration artistique de deux cousins juifs, Josef Kavalier, qui a fui Prague et les persécutions nazies dans des conditions précaires, et Sam Klay, qui l'accueille à New York. À eux deux, ils créent des récits fantastiques de super-héros, dont le succès éditorial devient rapidement vertigineux.

## Éditions
- The Amazing Adventures of Kavalier & Clay, Random House, 19 septembre 2000, 639 p.  (ISBN 0-679-45004-1)
- Les Extraordinaires Aventures de Kavalier et Clay, Robert Laffont, coll. « Pavillons », 16 janvier 2003, trad. Isabelle D. Philippe, 631 p.  (ISBN 2-221-09414-X)
- Les Extraordinaires Aventures de Kavalier et Clay, 10/18, coll. « Domaine étranger » no 3683, 7 octobre 2004, trad. Isabelle D. Philippe, 850 p.  (ISBN 2-264-03873-X)